# Tomoe Kato
Tomoe Kato (加藤 與惠, 27 de maig de 1978) és una exfutbolista japonesa.

## Selecció del Japó
Va debutar amb la selecció del Japó el 1997. Va disputar 114 partits amb la selecció del Japó. Ha disputat Copa del Món de 1999, 2003, 2007, Jocs Olímpics d'estiu de 2004 i 2008.

## Estadístiques
| Selecció del Japó | Selecció del Japó | Selecció del Japó |
| Anys              | Partits           | Gols              |
| ----------------- | ----------------- | ----------------- |
| 1997              | 7                 | 0                 |
| 1998              | 9                 | 0                 |
| 1999              | 13                | 0                 |
| 2000              | 1                 | 0                 |
| 2001              | 4                 | 0                 |
| 2002              | 9                 | 0                 |
| 2003              | 14                | 2                 |
| 2004              | 11                | 0                 |
| 2005              | 9                 | 1                 |
| 2006              | 16                | 2                 |
| 2007              | 17                | 2                 |
| 2008              | 4                 | 1                 |
| Total             | 114               | 8                 |